# Ruth Duccini
Ruth Duccini (23 de julio de 1918; Rush City, Minnesota - 16 de enero de 2014; Las Vegas, Nevada) fue una actriz estadounidense y la penúltimo superviviente Munchkin de la película del El Mago de Oz de 1939, el otro sobreviviente es Jerry Maren; Duccini fue así la última superviviente femenina de la película y también la más anciana. Su papel en la película como un aldeano Munchkin no fue acreditado. Su aparición más reciente fue cuando ella (junto con los otros Munchkins supervivientes de El Mago de Oz) se presentó con una estrella en el Paseo de la Fama de Hollywood el 21 de noviembre de 2007.
Mientras Duccini no podía recordar lo que ganaba en el rodaje de Oz en 2013, los actores del pueblo Munchkin fueron pagados con 125 dólares a la semana durante el rodaje (2073 dólares ajustados a la inflación).
Durante la Segunda Guerra Mundial, trabajó en los aviones de una planta de defensa. Ella dijo sobre la experiencia: "La única cosa que estoy más orgullosa, durante la Segunda Guerra Mundial, que he trabajado en los aviones de una planta de defensa como una Rosie remachadora. Estoy muy orgullosa de ello".
Ella murió en Las Vegas a la edad de 95 el 16 de enero de 2014.